# سنگر (فیلم ۱۹۹۹)
سنگر (به انگلیسی: The Trench) فیلمی محصول سال ۱۹۹۹ و به کارگردانی ویلیام بوید است. در این فیلم بازیگرانی همچون پل نیکولاس، دنیل کریگ، جولیان رایند-تات، دانی دایر، جیمز دارسی، ایدرین لوکیس، کیلین مورفی، کیران مک‌مینامین و بن ویشاو ایفای نقش کرده‌اند.